# هورشت-دیتر هوتگس
هورشت-دیتر هوتگس (به آلمانی: Horst-Dieter Höttges) بازیکن فوتبال و مدافع اهل آلمان است که از سال ۱۹۶۵ میلادی عضو تیم ملی فوتبال آلمان بوده‌است. وی در ۶۶ بازی ملی حضور داشته است و آخرین بازی ملی خود را در سال ۱۹۷۴ میلادی انجام داد. هورشت-دیتر هوتگس در بازی‌های ملی‌اش ۱ گل به ثمر رساند.